# Цап-царап
«Цап-царап» (англ. Catscratch) — американский мультсериал, созданный Дугласом Тен-Нэйпелом (также известным по созданию серии игр «Earthworm Jim»). Он транслировался на телеканале Nickelodeon с 9 июля 2005 по 10 февраля 2007 года. Это была свободная адаптация графического романа Тен-Нэйпела «Gear», который в сериале также является названием кошачьего монстр-трака. В сериале представлена музыка, написанная давним соавтором Тен-Нэйпела, Терри Скоттом Тейлором.

## Описание
Сериал вращается вокруг троицы антропоморфных братьев-котов. После того, как их богатая владелица Эдна Крамдилли умерла, она оставила им своё богатство вместе с грозным огромным грузовиком-монстром по имени Гир и достойным дворецким по имени Ховис. Программа обычно ведёт хронику их богатого образа жизни и динамичных, иногда паранормальных событий. Другие персонажи включают милую юную соседку Кимберли, которой одержим Гордон, и соперников кошек - Братья Чампи Чамп.

## Персонажи

### Основные
- Мистер Блик (озвучивает Уэйн Найт) — самопровозглашённый лидер группы бомбейских кошек, уверенный в себе, изнеженный, угрюмый и тщеславный. Мистер Блик часто попадает в серьёзные неприятности и предрасположен к смертельным травмам. Мистер Блик гордится своим недавно унаследованным богатством и тратит свои деньги на всё, что вызывает уважение и власть. Мистер Блик всегда оскорбляет двух своих братьев. Его крылатые фразы: «Ага!» и «Лохи!». Мистер Блик - самый старший из троих.
- Гордон Квид (озвучивает Роб Полсен) — кот, который говорит с шотландским акцентом, хотя Гордон не из Шотландии, и утверждает, что является членом клана Хайленд Квид. Гордон влюблён в "Человека" Кимберли и любит петь, что довольно часто злит мистера Блика. Ему нравится готовить по шотландским рецептам, которые многие считают отвратительными. Гордон, вероятно, кошка острова Мэн из-за своего маленького хвоста и оранжевого пятна на правом глазу. Гордон - средний из трёх, он младше мистера Блика и старше Вафли.
- Вафля (озвучивает Кевин Макдональд) — тупоголовый и беспечный кот мужского пола, любящий своих многочисленных домашних тритонов. Его крылатые фразы - «Спли!» или «Уууу!», и его легко увлекают многие простые повседневные вещи. Вафля также любит издавать вздутия подмышками. Вафля - серый американский керл с длинными висячими ушами и длинным хвостом с тёмными полосами барвинка, похожими на его правое ухо. Вафля - самый высокий и самый младший из трёх.

### Второстепенные
- Ховис (озвучивает Морис Ламарш) — дворецкий миссис Крэмдилли, который присматривает за кошками и собирает свои жалкие зарплаты (которые подписывает мистер Блик). Ховис не совсем в восторге от своей новой ситуации, но происходит из длинной череды дворецких, которые служили в доме, и искренне считает, что ему больше некуда идти. Поэтому Ховис мирится с тем, что бывшие питомцы стали его хозяевами. Мистер Блик постоянно отдаёт ему приказы, Гордон обращается с ним как с равным, а Вафля не совсем понял, что он больше не домашнее животное (хотя он всё ещё просит выпустить Ховиса и почесать за ушами). Его день рождения 14 апреля 1982 года, как видно из эпизода "Love Jackal".
- Кимберли (озвучивает Лилиана Муми) — 8-летняя девочка, у которой есть добродушный характер, щель в зубах и одержимость единорогами. Кимберли - одна из немногих человеческих подруг кошек. Кимберли не думает, что они жадные, и просто принимает своих кошачьих соседей такими, какие они есть, и видит хорошее в их сердцах. Кимберли также совершенно не подозревает о том, что Гордон полностью ею увлечён. У Кимберли есть трое друзей-людей по имени Кейтлин, Кейтлин и Шарлотта.
- Медведь Рэндалл (озвучивает Фрэнк Уэлкер) — антагонистический самец бурого медведя гризли, который охотится за тремя кошачьими братьями. Рэндалл знает, где живут кошки, и иногда будет у их дверей, чтобы съесть их, как только они откроются.

## Русский дубляж
| Актёр дубляжа      | Роль                  |
| ------------------ | --------------------- |
| Виктор Петров      | Мистер Блик           |
| Олег Куценко       | Вафля, Митчелл-мамонт |
| Александр Гаврилин | Гордон Квид, Ховис    |
| Людмила Ильина     | Кимберли, Катильда    |

## Производство
Производство «Цап-царапа» началось в начале 2005 года. Производство «Цап-царапа» продолжалось до последнего эпизода «Спинданго-дисковерушка / Утка под прикрытием», который вышел в эфир 10 февраля 2007 года. После завершения первого выпуска телеканал Nicktoons продолжал показывать повторы сериала до 2 января 2009 года. Он был ненадолго повторён 19 декабря 2015 года в рамках их марафона "Nicktoons Holladays".

## Список серий
| №   | Название                                               | Автор сценария                                        | Раскадровка                                              | Дата премьеры    |
| --- | ------------------------------------------------------ | ----------------------------------------------------- | -------------------------------------------------------- | ---------------- |
| 1a  | «To the Moon» «На Луну»                                | Питер Хастингс                                        | Лютер Маклорен                                           | 9 июля 2005      |
| 1b  | «Bringin' Down the Mouse» «Охота на мышь»              | Питер Хастингс                                        | Лютер Маклорен и Гай Василович                           | 9 июля 2005      |
| 2a  | «Unicorn Club» «Клуб единорога»                        | Питер Хастингс                                        | Джон Неварез и Энди Шулер                                | 9 июля 2005      |
| 2b  | «Go Gomez! Go!» «Вперёд, Гомес!»                       | Питер Хастингс                                        | Лэйн Луерас и Лютер Маклорен                             | 9 июля 2005      |
| 3a  | «Lovesick» «Болен любовью»                             | Питер Хастингс Сюжет: Джош Хамильтон и Питер Хастингс | Майкл Джирард, Лэйн Луерас и Лютер Маклорен              | 15 июля 2005     |
| 3b  | «King of All Root Beer» «Король всего Рутбира»         | Питер Хастингс                                        | Лэйн Луерас, Майкл Джигард и Дуглас Тен-Нэйпел           | 15 июля 2005     |
| 4a  | «Tale of the Tail» «Длинная история о коротком хвосте» | Митч Уотсон                                           | Лэйн Луерас и Том Овенс                                  | 22 июля 2005     |
| 4b  | «Mr. Pickles» «Мистер Огурчик»                         | Митч Уотсон                                           | Лэйн Луерас и Лютер Маклорен                             | 22 июля 2005     |
| 5a  | «Off the Leash» «Сорвался с цепи»                      | Митч Уотсон                                           | Лэйн Луерас, Лютер Маклорен и Том Овенс                  | 29 июля 2005     |
| 5b  | «Slumber Party» «Ночной девичник»                      | Дуглас Тен-Нэйпел                                     | Лэйн Луерас и Лютер Маклорен                             | 29 июля 2005     |
| 6a  | «The Ghost of Cramdilly» «Призрак миссис Крамдилли»    | Питер Хастингс                                        | Лэйн Луерас и Лютер Маклорен                             | 23 сентября 2005 |
| 6b  | «A Line in the Litterbox» «Границы беспорядка»         | Митч Уотсон                                           | Шон Чарматц и Лютер Маклорен                             | 23 сентября 2005 |
| 7a  | «Love Cats» «Влюблённые коты»                          | Митч Уотсон                                           | Лэйн Луерас и Лютер Маклорен                             | 30 сентября 2005 |
| 7b  | «Zombie Party a Go-Go!» «Вечеринка в стиле зомби»      | Митч Уотсон                                           | Лэйн Луерас и Лютер Маклорен                             | 30 сентября 2005 |
| 8a  | «Gordon's Lucky Claw» «Счастливый коготь Гордона»      | Митч Уотсон                                           | Гарретт Хо и Джим Шуман                                  | 14 октября 2005  |
| 8b  | «Big-Eyed Bunny» «Большеглазый зайка»                  | Митч Уотсон                                           | Майкл Джигард и Октавио Родригес                         | 14 октября 2005  |
| 9a  | «Requiem for a Cat» «Реквием по коту»                  | Скотт Кример                                          | Гарретт Хо и Джим Шуман                                  | 28 октября 2005  |
| 9b  | «Scaredy Cat» «Кот-трусишка»                           | Кен Сегалл Сюжет: Митч Уотсон                         | Лэйн Луерас и Лютер Маклорен                             | 28 октября 2005  |
| 10a | «Hi Ho Kraken» «Прощай Кракен»                         | Митч Уотсон                                           | Лэйн Луерас и Лютер Маклорен                             | 3 февраля 2006   |
| 10b | «King of Clubs» «Король клубов»                        | Питер Хастингс                                        | Хейко Дренгенберг и Трон Маи                             | 3 февраля 2006   |
| 11a | «Livesavers» «Спасители жизней»                        | Скотт Кример                                          | Гарретт Хо, Майкл Муллен и Джим Шуман                    | 17 февраля 2006  |
| 11b | «Mecha-Kitties» «Котятки-роботы»                       | Питер Беглер, Пеннел Бёрд и Митч Уотсон               | Лэйн Луерас и Лютер Маклорен                             | 17 февраля 2006  |
| 12a | «My Bodyguards» «Мои телохранители»                    | Винг Пингерли                                         | Уэйн Карлизи, Шон Чарматц, Лютер Маклорен и Майкл Муллен | 3 марта 2006     |
| 12b | «Charge!» «Магнит»                                     | Джон МакКэнн                                          | Гарретт Хо и Джим Шуман                                  | 3 марта 2006     |
| 13a | «A Wooly Adventure» «Доисторическое приключение»       | Митч Уотсон                                           | Лэйн Луерас и Лютер Маклорен                             | 24 марта 2006    |
| 13b | «EVIL!» «Злодей»                                       | Скотт Кример                                          | Гарретт Хо и Джим Шуман                                  | 24 марта 2006    |
| 14a | «Clan Destiny» «Судьба клана»                          | Питер Хастингс                                        | Майкл Муллен и Джон Неварез                              | 7 апреля 2006    |
| 14b | «Mall Adjusted» «Продавцы в торговом центре»           | Томас Краевский                                       | Гарретт Хо и Джим Шуман                                  | 7 апреля 2006    |
| 15a | «Two of A Kind» «Рыбак рыбака»                         | Скотт Кример                                          | Лэйн Луерас и Лютер Маклорен                             | 5 мая 2006       |
| 15b | «Core-uption» «Ядро Земли»                             | Джефф Льюис                                           | Гарретт Хо и Джим Шуман                                  | 5 мая 2006       |
| 16a | «Katilda» «Катильда»                                   | Митч Уотсон                                           | Хейко Дренгенберг и Трон Маи                             | 2 июня 2006      |
| 16b | «The Secret Door» «Секретная дверь»                    | Скотт Кример                                          | Курт Андерсон, Шон Чарматц и Майкл Муллен                | 2 июня 2006      |
| 17a | «Major Pepperidge» «Майор Барбариска»                  | Митч Уотсон                                           | Гарретт Хо и Джим Шуман                                  | 22 сентября 2006 |
| 17b | «Magic Staff» «Магические силы»                        | Митч Уотсон                                           | Хейко Дренгенберг и Трон Маи                             | 22 сентября 2006 |
| 18a | «Free Hovis» «Свободу Ховису!»                         | Рейд Харрисон                                         | Хейко Дренгенберг и Трон Маи                             | 29 сентября 2006 |
| 18b | «Three Against Nature» «Трое против природы»           | Томас Краевский                                       | Лэйн Луерас и Лютер Маклорен                             | 29 сентября 2006 |
| 19a | «Blikmail» «Шантажистка»                               | Николь Дубук                                          | Гарретт Хо и Джим Шуман                                  | 13 октября 2006  |
| 19b | «Love Jackal» «Влюблённый шакал»                       | Скотт Кример                                          | Лэйн Луерас и Лютер Маклорен                             | 13 октября 2006  |
| 20a | «Spindango» «Спинданго-дисковерушка»                   | Скотт Кример                                          | Шон Чарматц, Хейко Дренгенберг и Лютер Маклорен          | 10 февраля 2007  |
| 20b | «Duck and Cover» «Утка под прикрытием»                 | Николь Дубук                                          | Лэйн Луерас и Лютер Маклорен                             | 10 февраля 2007  |

## Издания
| Название DVD      | Дата выхода         | №     | Название        |
| ----------------- | ------------------- | ----- | --------------- |
| Nick Picks Vol. 3 | 7 февраля 2006 года | 1x01b | Охота на мышь   |
| Nick Picks Vol. 5 | 13 марта 2007 года  | 1x07a | Влюблённые коты |

## Приём

### Критика
Сара Венк из Common Sense Media дала сериалу 3 звезды из 5; говоря, что «Цап-царап - это типичный мультсериал, в котором участвуют странно нарисованные персонажи, которые на самом деле ни на что не похожи, очень громкие голоса, очень яркие цвета и множество случаев, когда люди, существа и предметы разбиваются, разбиваются и ударяются. Шоу - постановочная программа, но это не значит, что иногда оно не смешное или даже трогательное. Многим детям это понравится, хотя вы можете быть не такими терпимыми. В этом нет ничего ужасно плохого, но и ничего ужасно правильного».

### Награды
| Награды | Награды            | Награды                                          | Награды                                      | Награды    | Награды    |
| Год     | Награда            | Номинация                                        | Номинант(-ы)                                 | Результаты | Примечания |
| ------- | ------------------ | ------------------------------------------------ | -------------------------------------------- | ---------- | ---------- |
| 2006    | Annie Awards       | Выдающаяся режиссура анимационного телевидения   | Лютер Маклорен для Цап-царапа                | Номинация  | [ 5 ]      |
| 2006    | Golden Reel Awards | Лучший монтаж звука на телевидении: анимационный | "Влюблённые коты/Вечеринка в стиле зомби"    | Номинация  | [ 6 ]      |
| 2008    | Golden Reel Awards | Лучший монтаж звука на телевидении: анимационный | "Спинданго-дисковерушка/Утка под прикрытием" | Номинация  | [ 7 ]      |

## Комикс
Подтверждённое электронным письмом от Дуга Тен-Нэйпела, было несколько двухстраничных комиксов Цап-царапа в работе для Nickelodeon Magazine. Первый вышел в номере за декабрь 2005 / январь 2006 года. Второй вышел в мартовском номере за 2006 год. Третий и последний - в номере за февраль 2007 года.